# Krasznij drakon híd
A Krasznij drakon híd (orosz nyelven: мост Красный Дракон) 2004-ben megnyitott közúti híd Oroszország ázsiai részén, az Irtis folyón, Hanti-Manszijszkban.

## Ismertetése
A hidat „agresszív” építészeti kialakítása és vörös festése miatt nevezték el Krasznij drakonnak, vagyis Vörös sárkánynak. 2004. szeptemberben adták át a forgalomnak, tervezője a Transzmoszt Rt. volt.
Az 1315,9 m hosszú, 14 nyílású híd három részből áll. Sémája a bal parton (3×70 m), a meder feletti részen (94,5+136,5+231+136,5+94,5 m), a jobb parton (5×70+49 m). Legnagyobb nyílása 231 m széles.
Egyedülálló megoldás a meder feletti részt tartó kombinált rendszer. Az íves acélszerkezet magassága középen 42,7 m, az ív teteje 57,6 m-rel emelkedik a pillérek fölé és 67,2 m-rel a magas vízszint fölé. A híd útszélessége 11,5 m, ami a 2 × 1 közlekedő sávon kívül 2-2 m-es biztonsági sávot is tartalmaz az úttest szélein.
2019-től felújítási munkákat végeztek, melyek során a hidat új háromrétegű korróziógátló bevonattal látták el. Tervbevették a díszkivilágítás elkészítését is. Ebben az évben az átlagos napi forgalom 4300 jármű volt.
Az Irtis felett átívelő híd biztosítja az állandó kapcsolatot Hanti-Manszijszk és Hanti- és Manysiföld nyugati területei (Nyagany város, 280 km) között, és fontos átkelő a nyugat–keleti irányú közúti szállítási útvonalon.